# Мануков Сергій Володимирович
Сергі́й Володи́мирович Ману́ков — лейтенант Служби безпеки України.

## Нагороди
За особисту мужність і героїзм, виявлені у захисті державного суверенітету та територіальної цілісності України, вірність військовій присязі, відзначений — нагороджений
- 13 серпня 2015 року — орденом За мужність III ступеня.